# Шинник (стадион)
«Ши́нник» — футбольный стадион в городе Ярославле. Домашняя арена футбольного клуба «Шинник», на котором команда играет матчи первенства и Кубка России. В 1998 и 2004 годах на нём проходили матчи Кубка Интертото УЕФА.

## История
До 1960 года носил, как и футбольная команда, название «Химик».
В 2002 году на стадионе было установлено самое большое на тот момент видеотабло в России.
В июне 2008 года планировалась реконструкция стадиона, которую должны были завершить в 2010 году к 1000-летию Ярославля. Генеральным планом был предусмотрен навес над всеми трибунами стадиона, все трибуны должны были быть двухъярусными, кроме Восточной, по той причине, что она выходит на проезжую часть. Легкоатлетические дорожки должны были сохраниться. По состоянию на осень 2010 года была заново построена только новая Южная трибуна.
22 мая 2011 года на стадионе «Шинник» прошёл финал Кубка России по футболу 2011.
В 2012 году Ярославль претендовал на проведение части матчей Чемпионата мира по футболу 2018 года; предполагалось полная реконструкция стадиона, но в окончательный список городов, в которых пройдёт чемпионат, Ярославль не попал.
Летом 2017 года стадион закрыли на реконструкцию к Чемпионату мира 2018 года, где стадион мог стать тренировочной базой одной из команд-участниц. До окончания реконструкции домашние матчи «Шинник» сначала проводил на стадионе «Урожай» в посёлке Караваево Костромской области, а потом стал играть на подготовленной малой арене стадиона «Шинник». Открылась главная арена стадиона 1 сентября 2018 года матчем «Шинника» с ФК «Нижний Новгород».
В 2020 году травяное поле стадиона было прошито синтетическими волокнами.
В 2022 году стадиону была присвоена вторая категория.

## Трибуны

### «Запад»
Трибуна содержит в себе 9712 мест, кроме того, на ней расположены:
- Ложи повышенной комфортности (центр, под козырьком)

- VIP-ложа (45 мест)
- Клубная трибуна (67 мест)
- Гостевая трибуна (329 мест)
- Ложа прессы (69 мест)
- Ложа представителей команд-соперников (20 мест)
- Центральный сектор № 2 (2868 мест)
- Боковой сектор № 1 (2333 мест)
- Боковой сектор № 3 (2489 мест)

### «Восток»
Трибуна содержит в себе 4573 мест, кроме того, на ней расположены:
- Центральный сектор № 2 (2214 мест)
- Боковой сектор № 1 (1214 мест)
- Боковой сектор № 3 (1145 мест)

### «Юг»
Трибуна содержит в себе 4390 мест, кроме того, на ней расположены:
- Центральный сектор № 2 («фанатский» команды «Шинник») (1533 мест)
- Боковой сектор № 1 (1332 мест)
- Боковой сектор № 3 (1525 мест)

### «Север»
Трибуна содержит в себе 5195 мест, кроме того, на ней расположены:
- Сектор № 1 (1195 мест)
- Секторы № 2, 3, 4, 5 («фанатский» болельщиков соперника) (4000 мест)